# Orde dels Hospitalers de l'Esperit Sant
L'Orde dels Hospitalers de l'Esperit Sant, en llatí Ordo Sancti Spiritus, és un orde religiós catòlic, de tipus militar hospitaler, fundat per Guiu de Montpeller al final del segle xii per a l'atenció als pobres, malalts i nens abandonats. Els seus membres també eren coneguts com a Hospitalers de Montpeller.

## Història
L'avi de Guiu de Montpeller, Guillem V de Montpeller, senyor de la ciutat, va fundar a Montpeller, cap al 1149, l'Hospital de Sant Guillem, per atendre els necessitats, orfes i malalts. La institució havia entrat en declivi i Guiu, molt religiós i complint la voluntat del seu pare Guillem VII, volgué revifar-la.
Cap al 1195 hi instituí una confraria de laics que s'havien d'ocupar de l'atenció als malalts i d'obtenir recursos per a mantenir l'hospital que també havia fet construir, dedicat a Santa Marta. A més, redactà una regla de vida, que fou aprovada pel bisbe de Magalona i pel papa Innocenci III el 23 d'abril de 1198 en la butlla His pricipue; el mateix papa la confirmà a la butlla Religiosam vita de 25 de novembre del mateix any. El papa, llavors, dedicà l'institut a l'Esperit Sant i convertí la confraria en un orde militar hospitaler, amb un fort component religiós, ·  · , com els Hospitalers de Sant Joan de Jerusalem, però sense la funció militar, sinó només l'hospitalera. De fet, només s'hi creà una milícia al segle xiii, i fou dissolta en 1459 per Pius II.
El carisma de l'orde era, per a Guiu, de reproduir l'ideal de caritat universal, atenent els afectats per les misèries del cos i de l'esperit, donant-los atenció global. Així, els nens abandonats eren recollits i educats, els malalts guarits i atesos, i s'hi donava sostre i menjar als necessitats. Partia el fundador que la caritat no era sinó un acte de justícia.
L'hospital de Montpeller es posà, com la confraria i l'orde, sota l'advocació de l'Esperit Sant. Era al barri de Saint-Gély-du-Fesc, llavors Pyla-Saint-Gély, i funcionà fins que en 1562 fou destruït durant les guerres de religió calvinistes.

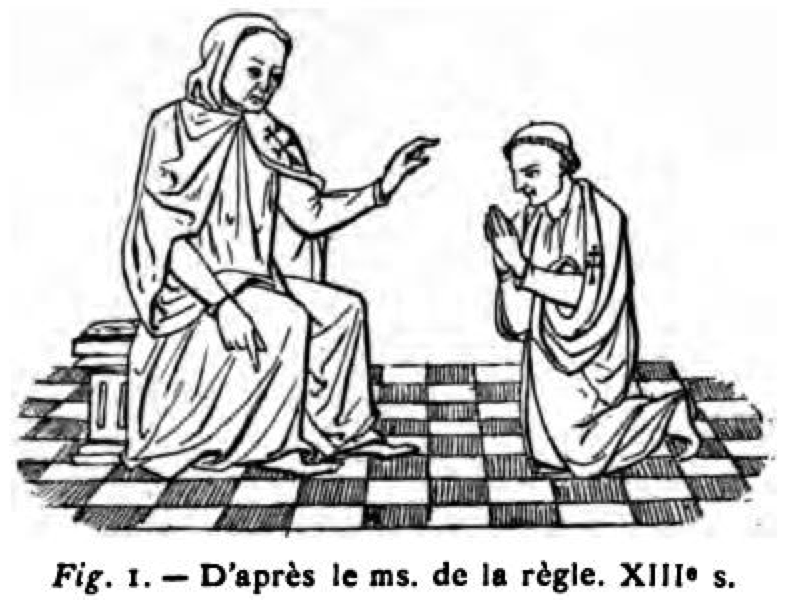
Hàbit del s. XIII, al manuscrit de la regla
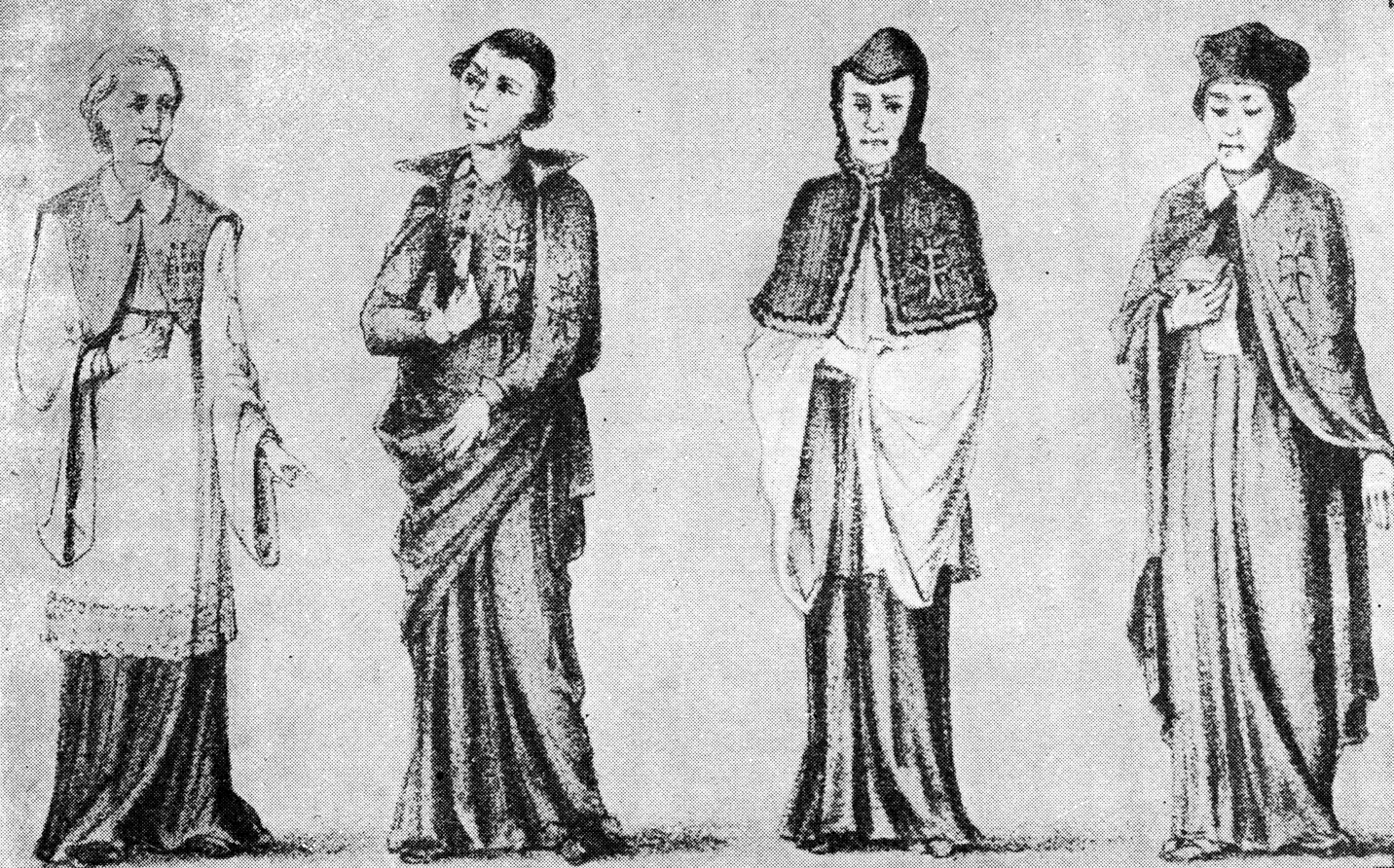
Hàbit dels inicis de l'orde
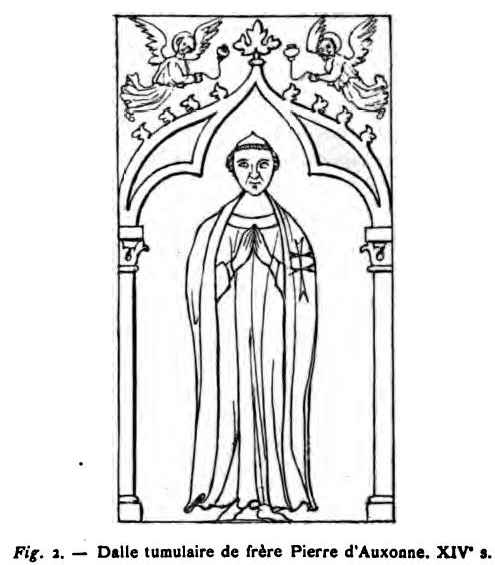
Làpida de la tomba de Pierre d'Auxonne, s. XIV

### Expansió
Aviat, ciutats veïnes cridaren els hospitalers, que fundaren cases a Milhau, Largentiera, Barjac, etc., i altres més lluny com Marsella i Troyes. A Roma, on Guiu anà per obtenir l'aprovació de l'orde, fundà els hospitals de Sant'Agata i el de Santa Maria, al Trastevere. En 1203, el duc Eudes III de Borgonya feu donacions i fundacions a favor dels hospitalers i fundà un hospital a Dijon, on cridà frares de l'orde de Montpeller. L'any següent, en 1204, el papa Innocenci III encarregà a Guiu i l'orde de la gestió de l'hospital de Santo Spirito in Sassia de Roma, el més important de la ciutat i un dels majors hospitals d'Europa.
En 1217, els hospitals de Montpeller i de Roma són separats per una butlla d'Honori III. Gregori XI, amb butlla de 1372, reconeix la casa de Montpeller com a casa general de l'orde, donant-los la Regla de Sant Agustí; en 1446, Eugeni IV concedeix als religiosos la categoria de canonges regulars de Sant Agustí.
A imitació del papa, altres governants d'Europa obriren hospitals anomenats del Sant Esperit, alguns dels quals foren encomanats a l'orde; en acabar el segle xiii, ja hi havia uns cent hospitals de l'orde a Itàlia, França (especialment Borgonya i el Franc Comtat), Flandes, Suïssa, Anglaterra, Polònia, el Sacre Imperi Romanogermànic, els regnes hispànics... Jaume I el Conqueridor, hereu dels senyors de Montpeller (1208-1276) emprà cavallers de la milícia de l'orde en la reconquesta de Múrcia i fundà cases de l'orde a la Corona d'Aragó a partir de 1265.
Al segle xv, l'orde tenia més d'un miler de cases a Europa, 400 d'elles a França.

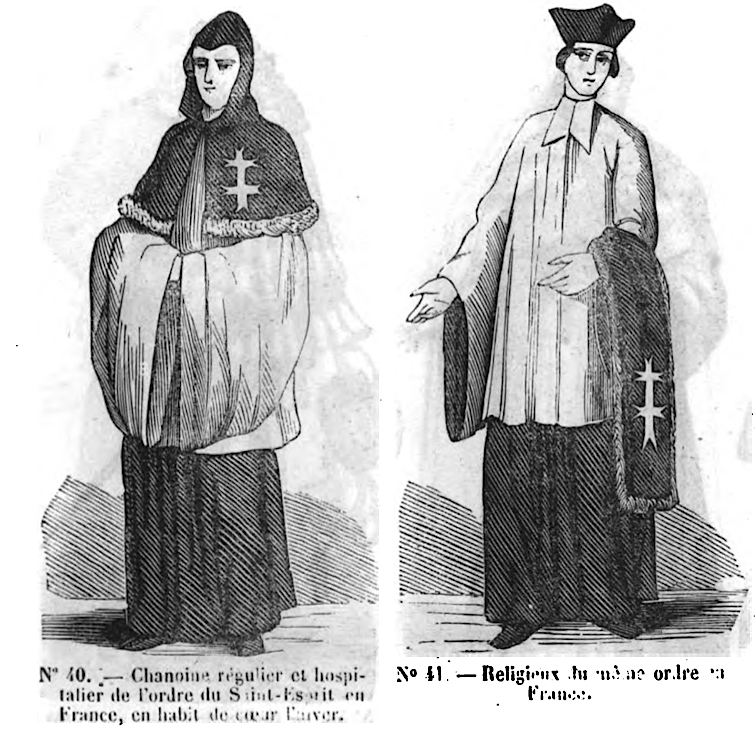
Religiosos del s. XVIII
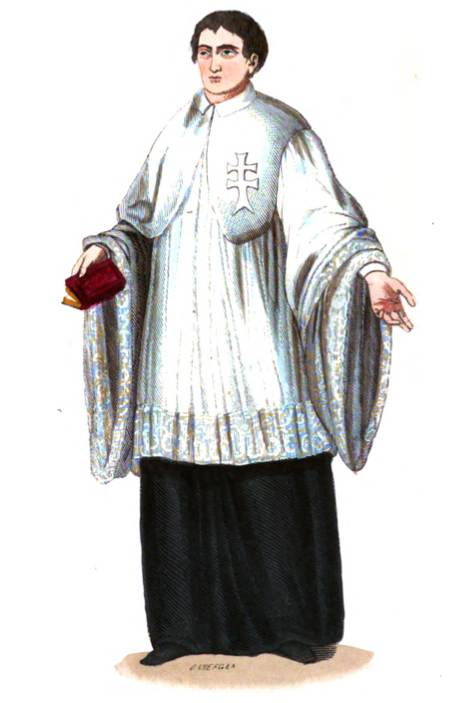
Frare en hàbit de cor
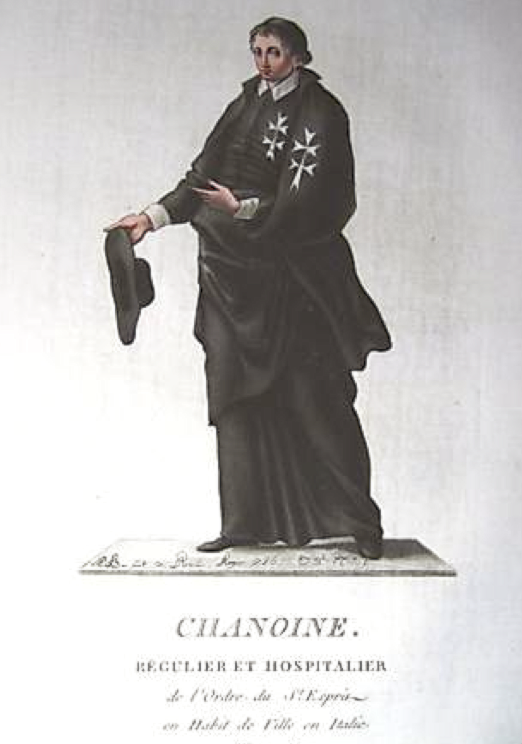
Canonge italià, 1786
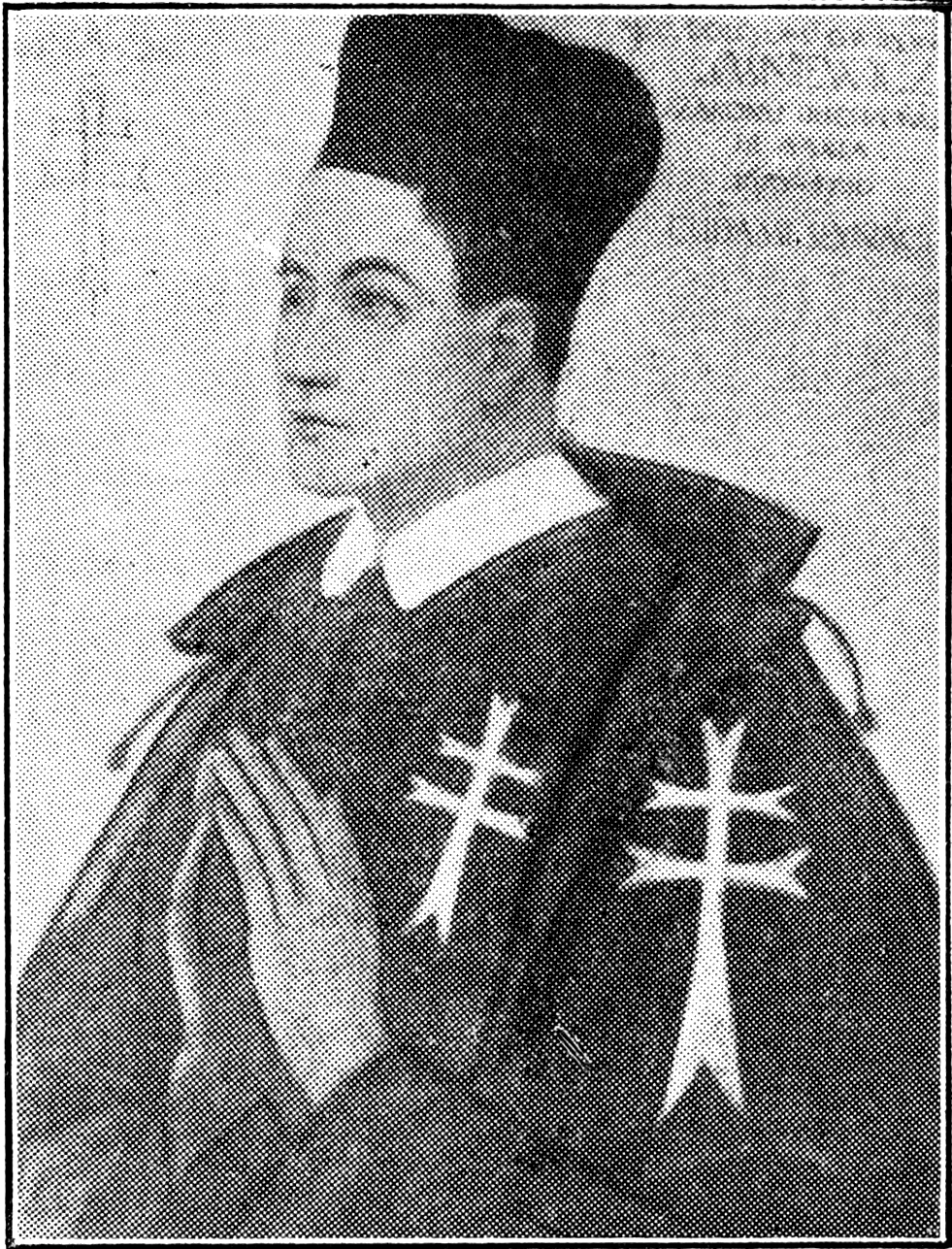
Boleslas Guido, canonge polonès del s. XVII

### Divisió i declivi de la branca francesa
Les guerres de religió del segle xvi a França delmaren l'orde, que hi renasqué al segle xvii. En el mateix segle, però, l'orde tingué una crisi a França. En 1619, Pius V concedí al comanador de Montpeller el títol de general "per a França i les altres províncies de la cristiandat", és a dir, tot Europa llevat d'Itàlia, Sicília, Hongria i Anglaterra, a canvi que reconegués la dependència del comanador de l'hospital de Roma. Gregori XV confirmà aquest títol en 1621.
Lluís XIII de França aconseguí del papa Urbà VIII, en 1625, que el general de França fos independent del de Roma. Foren els comanadors francesos qui restauraren la milícia de l'orde, allunyant-se de l'esperit de l'orde de l'original. La creació de l'orde francès, provocà enfrontaments interns per aconseguir-hi el poder, la qual cosa motivà que hi hagués fins a cinc persones diferents que reclamaven el títol de gran mestre i que, per obtenir suport, nomenaven cavallers sense atendre els principis de l'orde, provocant-hi el caos.
El mestre de l'Orde de Sant Llàtzer obtingué del rei de França, en 1672, un edicte que el permetia agregar al seu orde els béns dels altres ordes hospitalers i militars, entre els quals els de l'Orde de l'Esperit Sant; el rei esperava, així, que l'orde s'ocupés de les pensions dels oficials dels exèrcits reials. Els Hospitalers de l'Esperit Sant s'hi oposaren i l'agregació no s'arribà a dur a terme. En 1693, Lluís XIV derogà l'edicte i els béns i prerrogatives dels cavallers de Montpeller foren restablerts. Finalment, en 1700, a instància del rei Lluís XIV, un edicte papal tornés a suprimir els cavallers i confirmà la naturalesa religiosa de l'institut i la seva missió de caritat.

### Supressió de les dues branques
Diversos intents de restabliment dels cavallers perjudicaren la branca francesa de l'orde, que declinà durant el segle xviii fins que fou suprimida en 1776 per Pius VI i el rei Lluís XVI de França. L'últim membre de l'orde francès, el comanador Nicolas Bardenet, morí en 1780. Malgrat tot, els hospitals de la Lorena i el Franc Comtat continuaran llur activitat.
Mentrestant, la branca italiana continuà la seva existència fins que fou suprimida per Pius IX en 1846. Avui, només en sobreviu la Confraria de l'Arca del Sant Esperit.

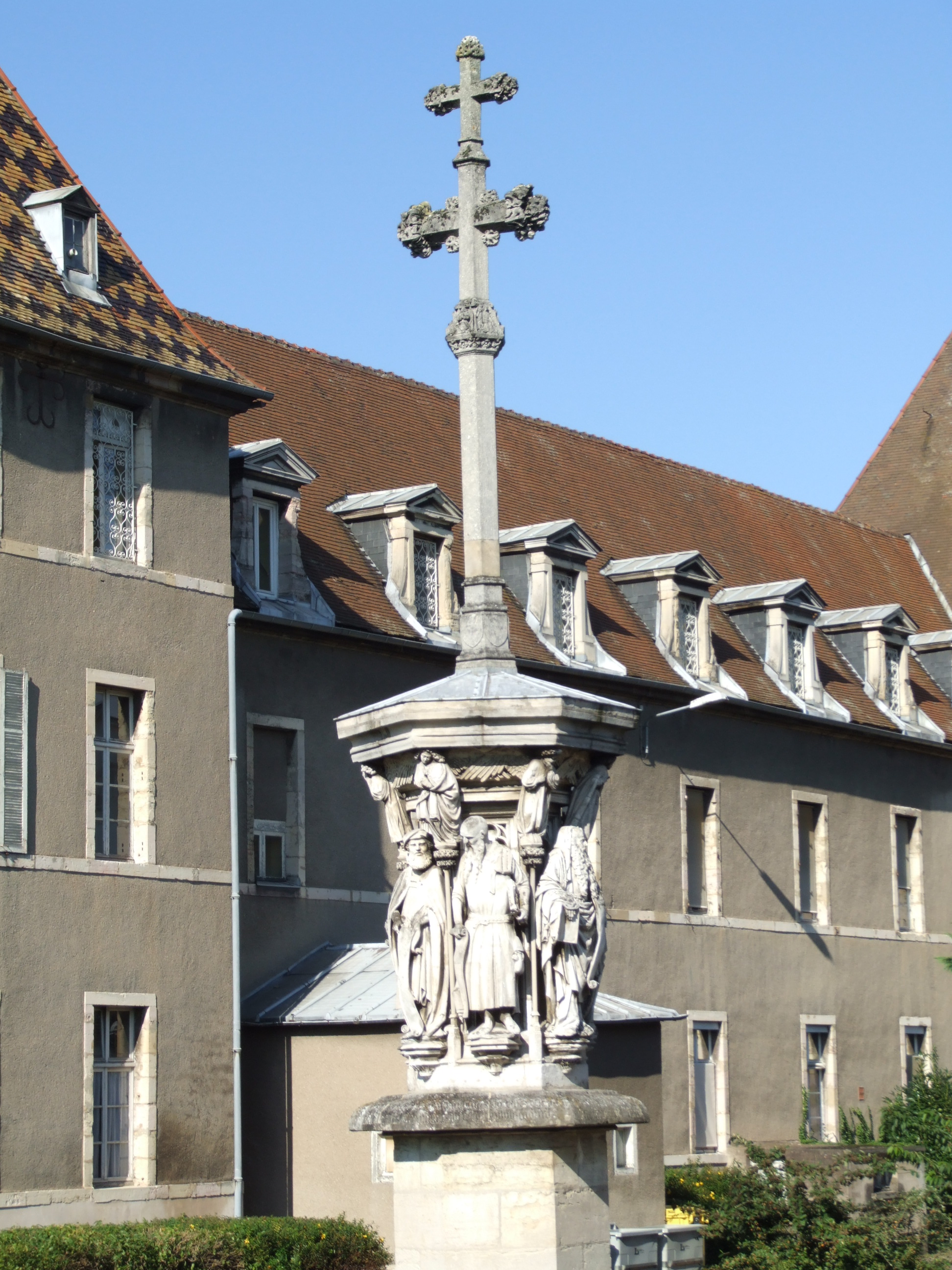
Hospital General de Dijon, fundat com a Hospital del Sant Esperit (1203)
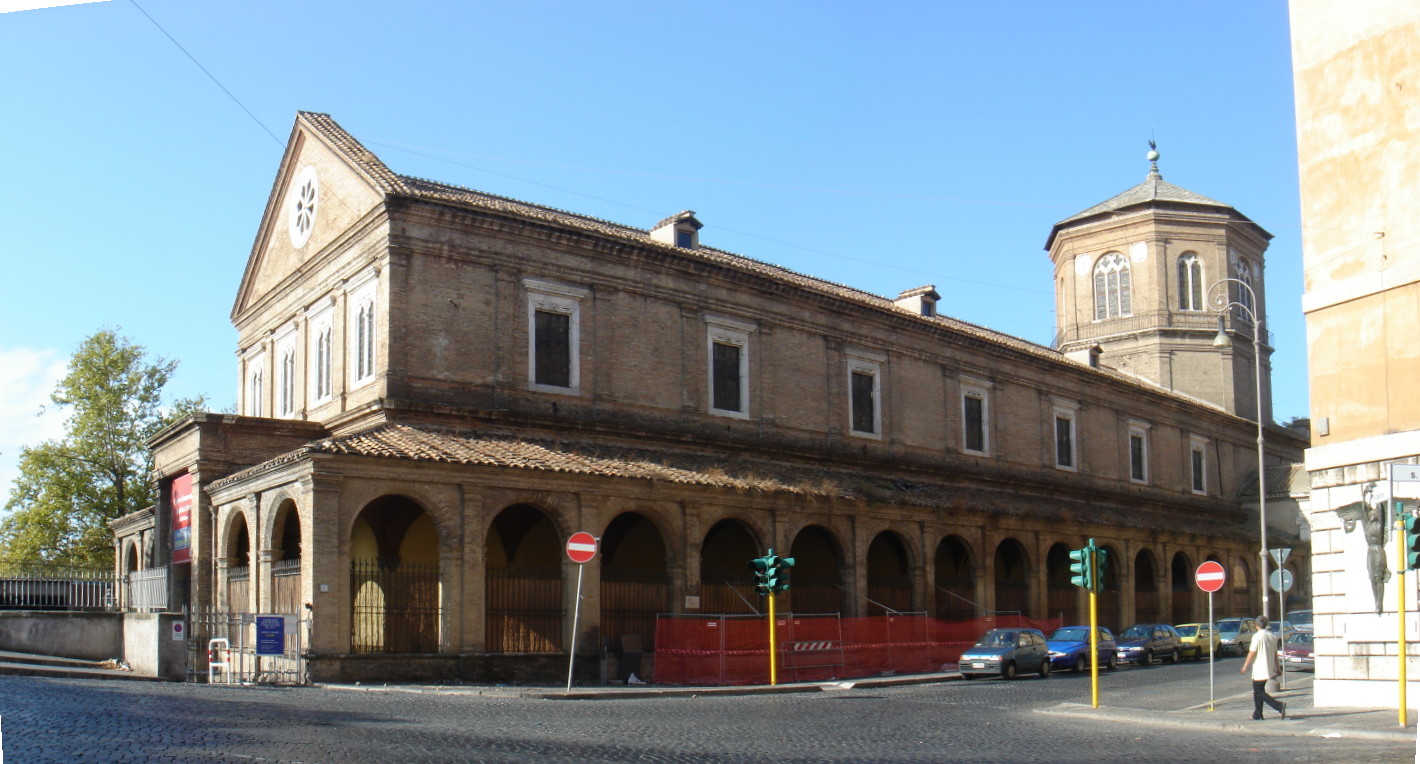
Santo Spirito in Sassia (Roma, 1204)
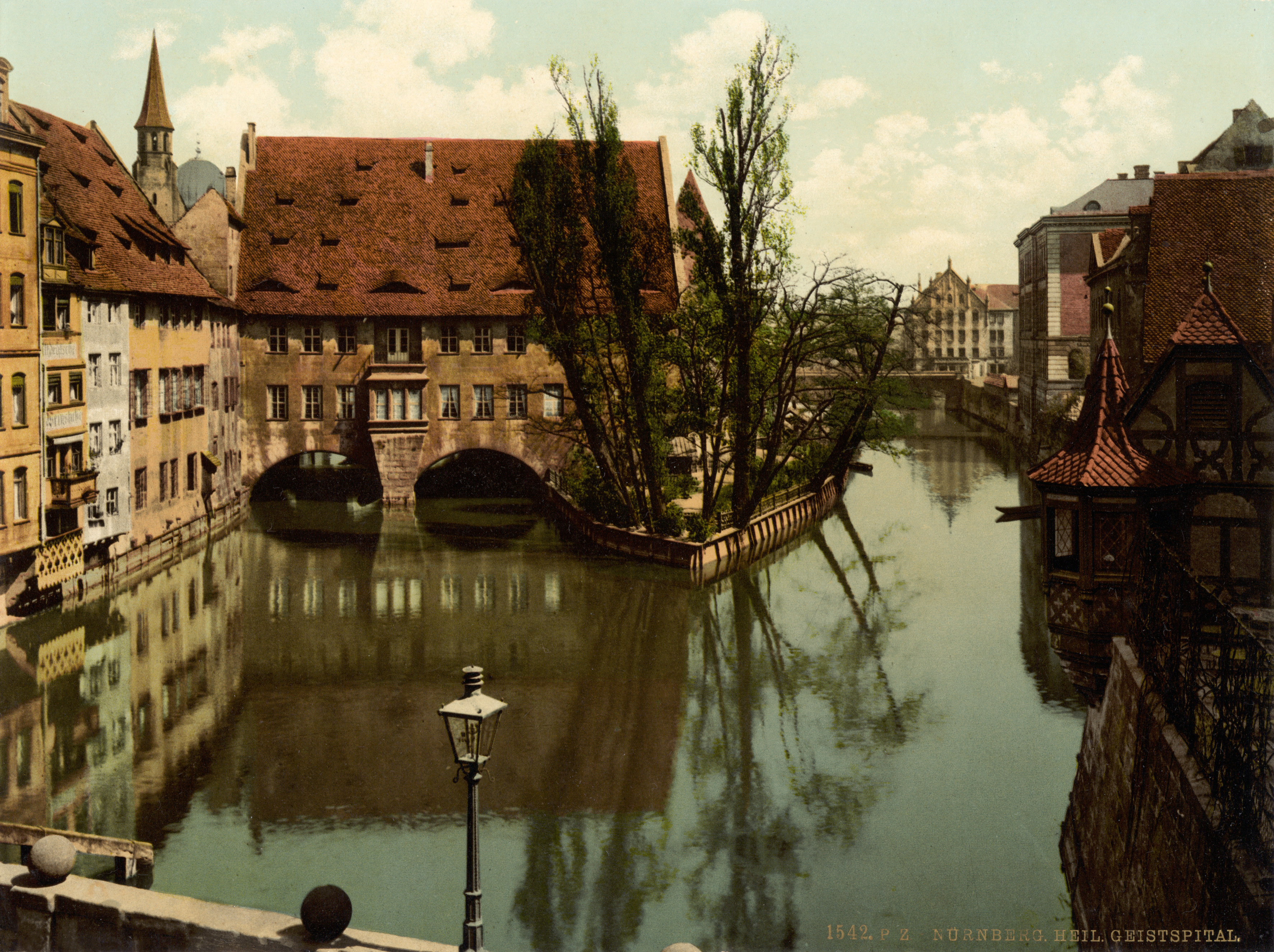
Hospital de Nuremberg, cap al 1895
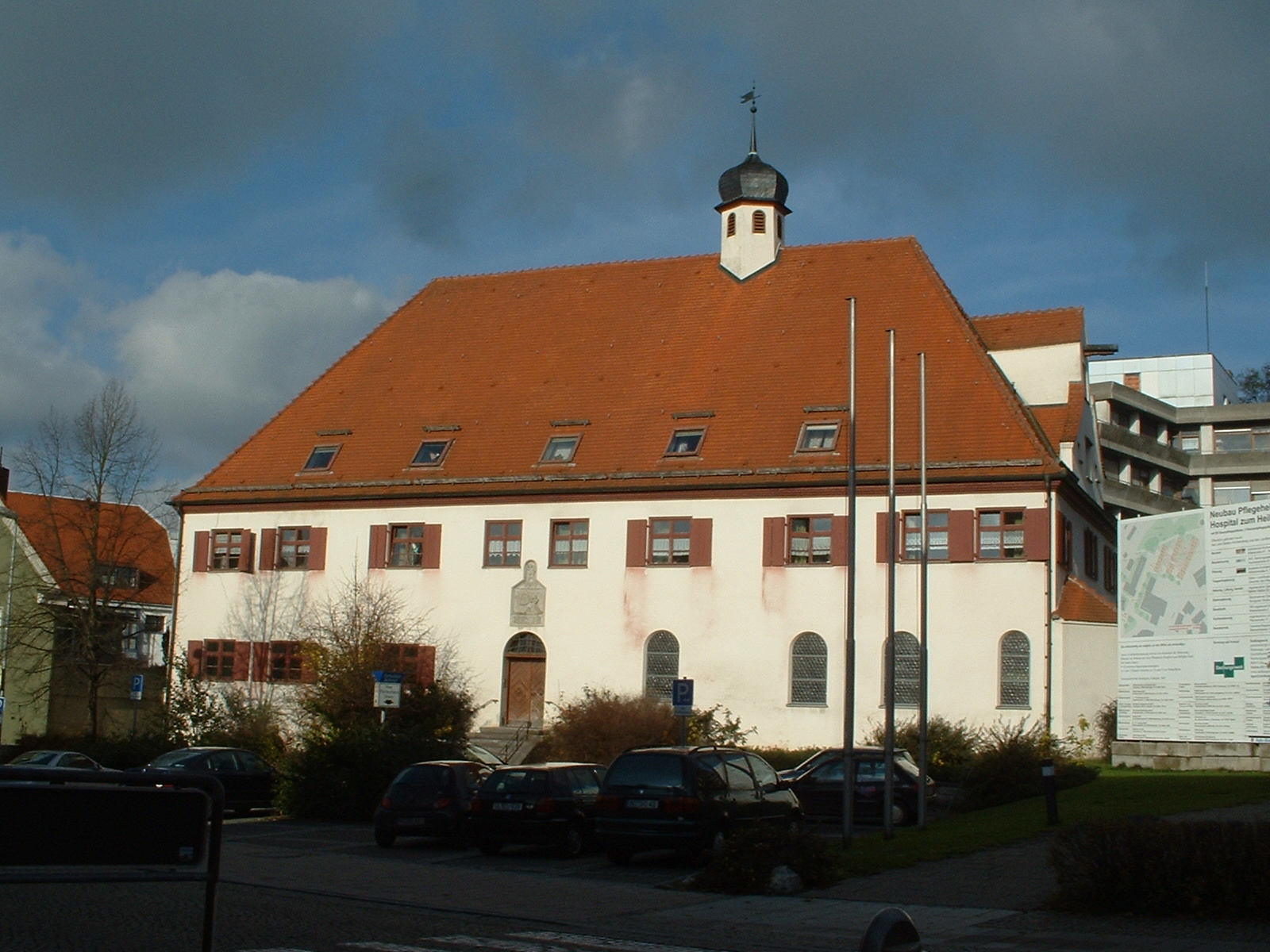
Hospital de Laupheim (Alemanya)
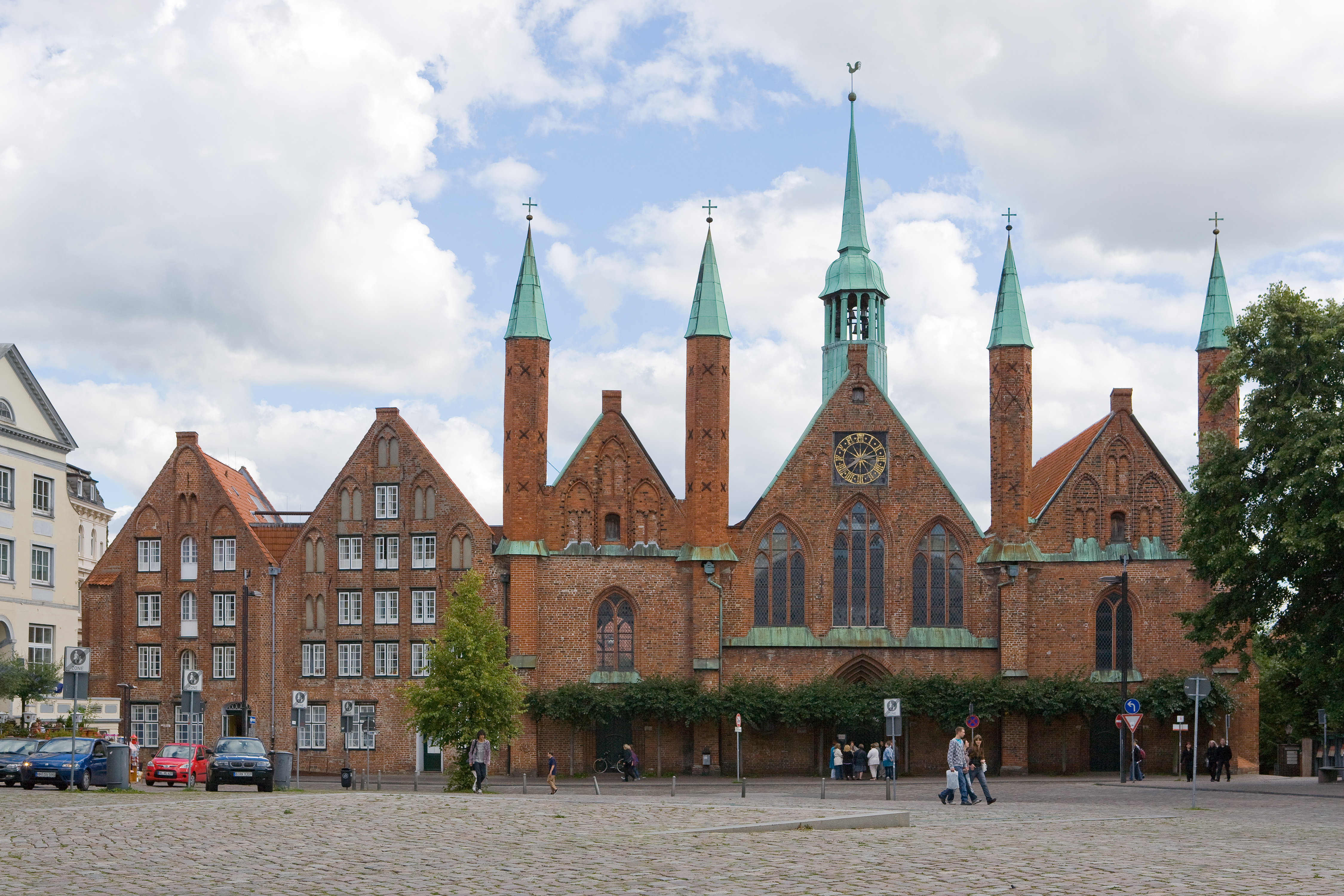
Hospital de Lübeck
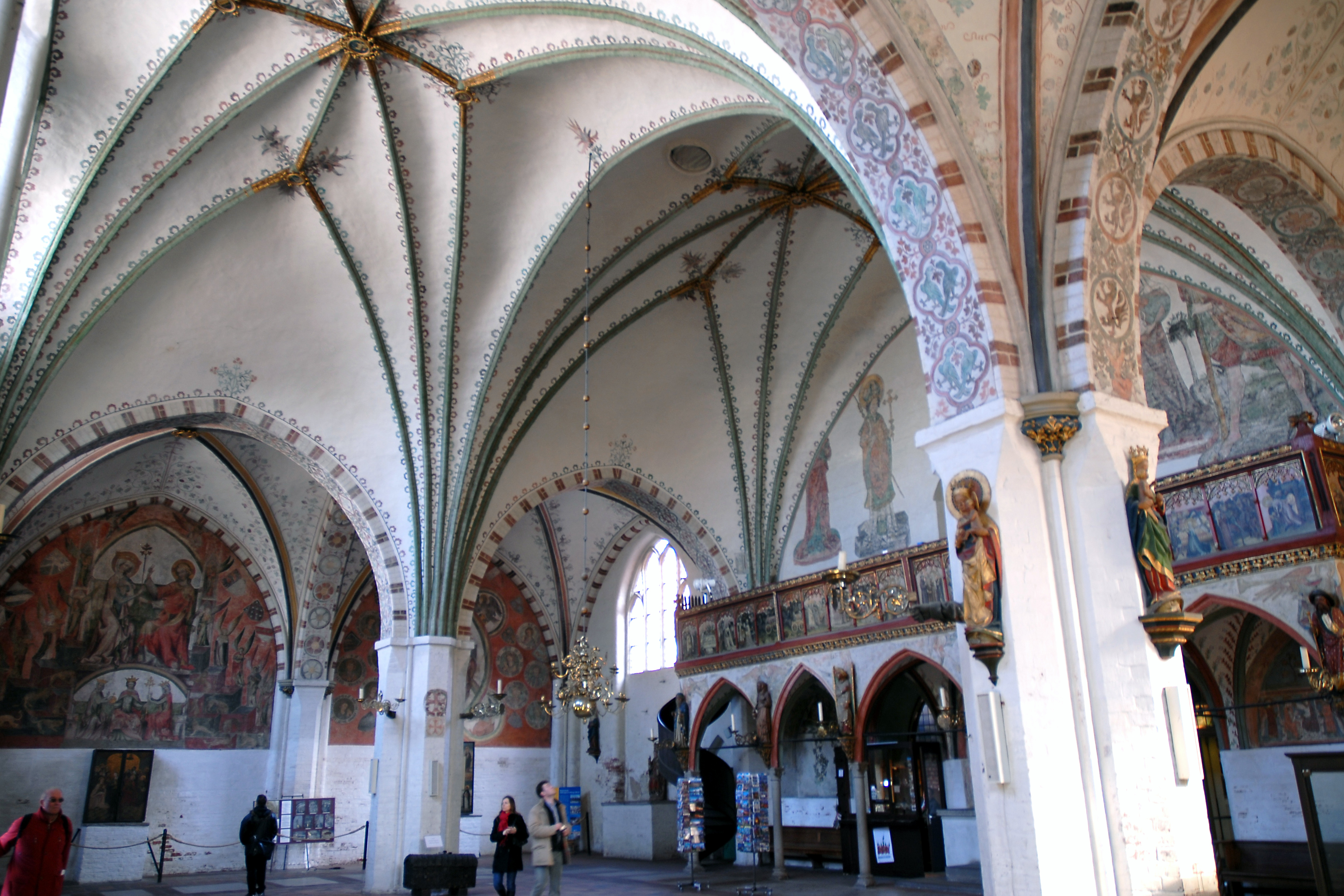
Interior de l'hospital de Lübeck

## Activitat i organització
Els membres de l'orde es feien càrrec dels nens abandonats, independentment del sexe, i dels malalts, invàlids o amb trastorns mentals; també ajudaven els pobres, ancians necessitats, famílies que passaven per dificultats temporals, i malalts greus, com els de pesta, per la qual cosa feien un quart vot de dedicació als malalts arriscant-hi la vida.
A més, donaven acollida als pelegrins i es comprometien a protegir-los quan anaven a Terra Santa. Alliberaven esclaus fets pels infidels, donaven dot a noies sense recursos, perquè poguessin casar-se, i donaven formació en oficis i primeres lletres als orfes.
De manera general, com diuen els seus estatuts, l'orde ha de fer qualsevol acte de misericòrdia i caritat, encara que arrisquin la pròpia vida, sempre que sigui pel bé i la salut del proïsme.
Els religiosos de l'orde seguien la Regla de Sant Agustí. En els casos que la regla no específiques una pauta de conducta, s'havien de guiar per les obres de misericòrdia.

Blasó de l'orde al s. XII
Blasó de l'orde als s. XII-XV
Blasó amb el colom de l'Esperit Sant, s. XII-XV
Blasó a partir del s. XV
Blasó usat a França a partir del s. XVII

### Membres
L'orde era doble, ja que membres dels dos sexes hi tenien cabuda, i tenia diferents tipus de membres:
- religiosos, que feien vots solemnes: frares (després canonges regulars), germanes, clergues i oblats. A més dels vots de pobresa, obediència i castedat, feien un quart vot de servei als pobres i als malalts, fins i tot arriscant-hi la vida pròpia.

Els caps dels hospitals rebien el nom de preceptor o comanador, habitualment un clergue o membre religiós. El gran mestre o general era el comanador de l'hospital de Montpeller, a qui els altres comanadors pagaven una responsio o tribut anual.
- laics, que feien vots simples, amb les mateixes tasques d'atenció que els religiosos.
  - cavallers: laics que formaven la milícia de l'orde, a partir del segle xiii, quan es creà el cos militar (apareixen en una butlla de 1256 d'Alexandre IV. El papa Pius II, però, els suprimí a Itàlia en 1459, quan l'orde passà a ser purament religiós i hospitaler, com al començament.

La milícia fou restaurada a França al segle xvii quan, a instància de Lluís XIII de França, Urbà VIII feu que el general de l'orde a França fos independent del de Roma, en 1625. El general francès restablí llavors la milícia, creant cavallers laics, que podien ésser casats. La milícia fou novament suprimida en 1700, per Lluís XIV de França, retornant l'orde a la seva tasca primigènia.
A banda, alhora que l'orde es va fundar una confraria de laics, la Confraria de l'Arca de l'Esperit Sant, per agrupar els simpatitzants de l'orde que hi col·laboraven sense fer cap mena de vot. En foren membres importants personalitats com reis i nobles d'arreu d'Europa.

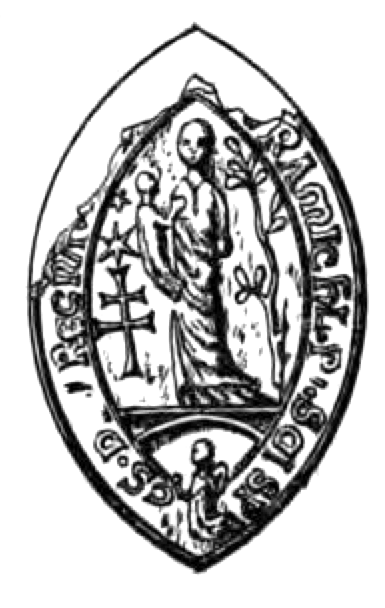
Segell del Gran Mestre de l'orde Joan II, ca. 1290 (Coll. Séguier. Musée de Nîmes)
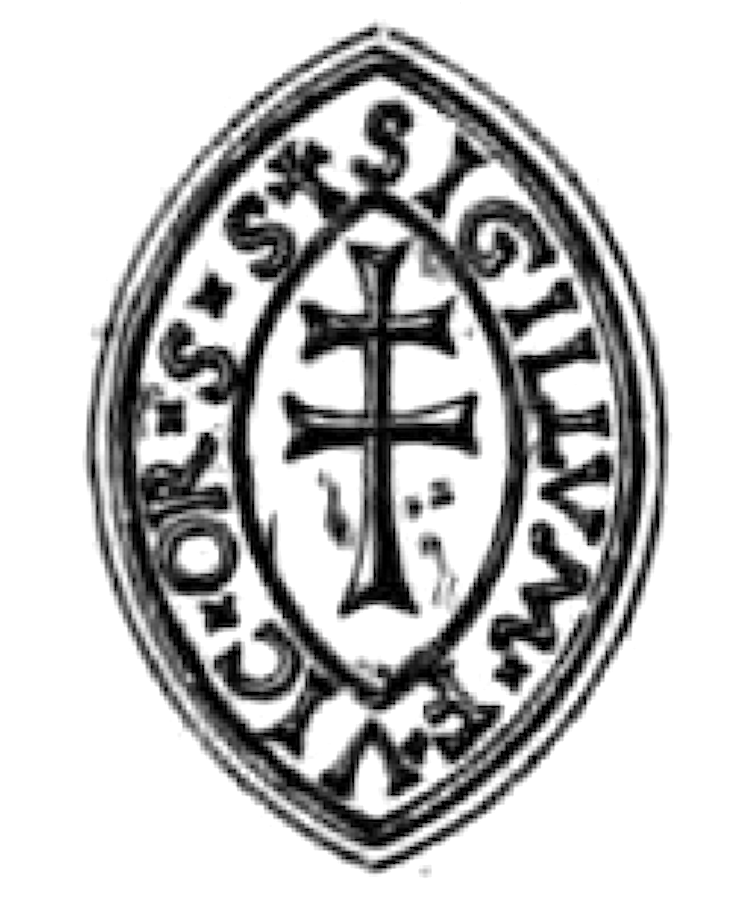
Segell del s. XVI (Coll. Séguier, n° 31. Matrice).
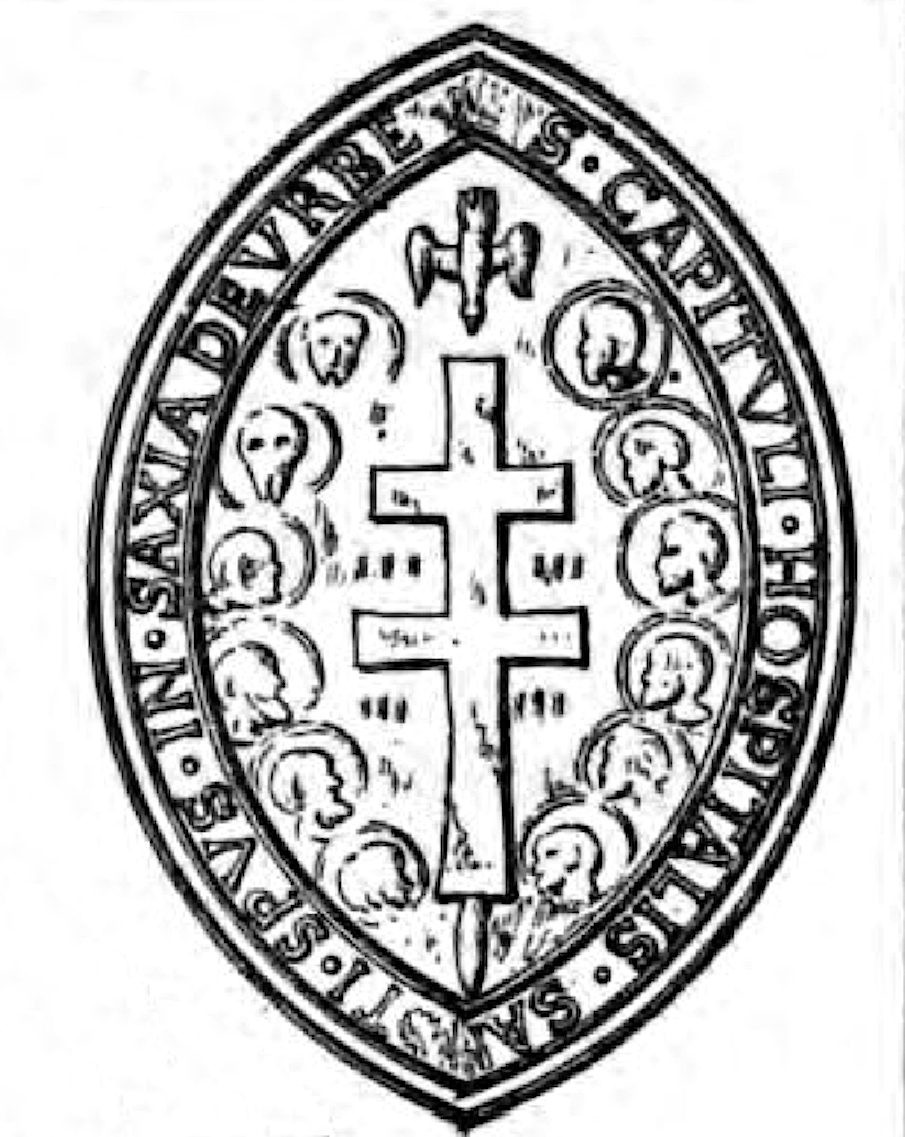
Segell del capítol de l'hospital de Roma
Variant de la creu de l'orde del s. XVIII

## Branca femenina
En ésser suprimida la branca francesa de l'orde, les Germanes de l'Esperit Sant o Germanes Hospitalàries de l'Esperit Sant continuaren la seva tasca de caritat en solitari. Provaren de posar-se sota la jurisdicció del gran mestre de la branca romana, però en no ésser possible, demanaren de passar al dret comú, és a dir, de tenir la jurisdicció dels bisbes de cada comunitat. Així ho feren les germanes de Poligny, de Gray (1771) i de Besançon (1772). En 1777, les de Neufchâteau i Vaucouleurs foren acollides pel bisbat de Toul.
En 2011, subsisteixen afiliats a l'Orde de l'Esperit Sant, els monestirs de Cracòvia (Polònia), fundat en 1621, que ha fundat filials a Roma i Burundi, el de Neufchâteau, i els d'Espanya: Sevilla i El Puerto de Santa María (Andalusia), i Sangüesa i Puente la Reina (Navarra), agrupats en una federació de monestirs.
La major part es dediquen a l'ensenyament i l'educació cristiana.